# Quatre tipus de Texas
Quatre tipus de Texas (títol original en anglès: Four for Texas) és una pel·lícula de western còmic de 1963, dirigida per Robert Aldrich i protagonitzada per Frank Sinatra, Dean Martin, Anita Ekberg i Ursula Andress, amb un cameo memorable dels Three Stooges (Larry Fine, Moe Howard i Curly Joe DeRita). S'ha doblat al català.

## Argument
El simpàtic i barrut Zacharias Thomas (Frank Sinatra) controla molts negocis a la ciutat de Galveston, a Texas. Per a això compta amb la inestimable col·laboració del president del banc local, el miserable Harvey Burden (Victor Buono). Però Zach acaba d'encaixar un revés molt dur: la diligència que transportava 100.000 dòlars de la seva propietat ha estat assaltada per un tal Joe Jarrett (Dean Martin), un aventurer que, a més, és advocat. La gosadia de Jarrett no s'atura aquí, ja que va a Galveston i ingressa el botí al banc de Burden, disposat a fer la competència al poderós Zacharias.

## Repartiment
| Intèrpret          | Personatge                                             | Veu en català       |
| ------------------ | ------------------------------------------------------ | ------------------- |
| Frank Sinatra      | Zack Thomas                                            | Salvador Vives      |
| Dean Martin        | Joe Jarrett                                            | Joan Carles Gustems |
| Anita Ekberg       | Elya Carlson                                           | Rosa Guiñón         |
| Ursula Andress     | Maxine Richter                                         | Montse Moreno       |
| Charles Bronson    | Matson                                                 | Òscar Barberan      |
| Victor Buono       | Harvey Burden (president de Galveston Savings & Trust) | Pep Sais            |
| Edric Connor       | Prince George                                          | Miquel Cors         |
| Nick Dennis        | Angel                                                  | Xavier de Llorens   |
| Richard Jaeckel    | Pete Mancini                                           | Amadeu Aguado       |
| Mike Mazurki       | Chad                                                   | Enric Arquimbau     |
| Wesley Addy        | Winthrop Trowbridge                                    | Ignasi Abadal       |
| Marjorie Bennett   | Miss Emmaline                                          | Carme Contreras     |
| Virginia Christine | minyona de l'Elya Carlson                              | Núria Domènech      |
| Ellen Corby        | vídua                                                  | Carme Capdet        |
| Jack Elam          | Dobie                                                  | desconeguda         |
| Jesslyn Fax        | Mildred                                                | Rosa Maria Pizà     |
| Fritz Feld         | Fritz                                                  | Emili Freixas       |
| Percy Helton       | Jonas Ansel                                            | Jordi Campillo      |
| Maidie Norman      | minyona d'en Harvey Burden                             | Victòria Pagès      |